# Čuntava
Čuntava – hala na pograniczu Słowackiego Raju, Rudaw Słowackich i Niżnych Tatr, położona na wysokości około 1100 m. Jest otoczona lasami szczytów Buchwald (1111 m), Tresník (1390 m, górna stacja kolejki z Telgártu), Kramisko (1221 m), Ondrejisko (1727 m, wschodnia część) i Strmá pyrt (1197 m). Jest oddalona (starą drogą) z Dobszyny o 13 km, a z Telgártu 9 km. Leśnymi ścieżkami i szlakami turystycznymi można się tam dostać z Dobšinského kopca, Stratenej, Dobszyńskiej Jaskini Lodowej, przełęczy Besník i Rejdovej.
Na polanie znajduje się schronisko Rita (1111 m), własność Klubu Słowackich Turystów Dobszyna (KSTD).
Z Čuntavy prowadzą szlaki turystyczne na najwyższy szczyt Rudaw Słowackich – Stolicę (1477 m, 4 h) i Kráľovą hoľę w Niżnych Tatrach (1948 m, 5 h).
Przez Čuntavę przebiega   czerwony szlak turystyczny – Cesta hrdinov SNP.